# Paramapania
Paramapania  Uittien é um género botânico pertencente à família Cyperaceae.

## Espécies
| - Paramapania amboinensis - Paramapania attenuata - Paramapania flaccida - Paramapania gracillima - Paramapania johorensis - Paramapania longirostris - Paramapania longistyla | - Paramapania lucbanensis - Paramapania montana - Paramapania parvibractea - Paramapania radians - Paramapania rostrata - Paramapania simplex |